# Salchak Toka
Salchak Kalbakkhorekovich Toka (en russe : Салчак Калбакхорекович Тока ; 15 décembre 1901 - 11 mai 1973) était un homme politique Tuvan et plus tard soviétique. Il a été secrétaire général du département tuvinien du PCUS de 1944 à 1973 ; auparavant, il était secrétaire général du Comité central du Parti révolutionnaire populaire de Touva et était le dirigeant suprême de la République populaire de Touva de 1932 jusqu'à son annexion par l'Union soviétique en 1944.

## Biographie
Salchak Toka était membre de l'Université communiste des travailleurs de l'Est ( russe : Коммунистический университет трудящихся Востока   , Kommunisticheskiy universitet trudyashchikhsya Vostoka ) à Moscou et Kyzyl. En 1929, les Soviétiques ont arrêté le chef de l'État Donduk Kuular. Pendant ce temps, cinq diplômés touvans de l'Université communiste des travailleurs de l'Est ont été nommés commissaires extraordinaires à Touva. Leur loyauté envers Staline garantissait qu'ils poursuivraient des politiques, telles que la collectivisation, que Donduk avait ignorées. Un coup d'Etat est lancé en 1929. Le 6 mars 1932, Salchak Toka remplaça Donduk au poste de secrétaire général du Parti révolutionnaire du peuple de Tuvan.

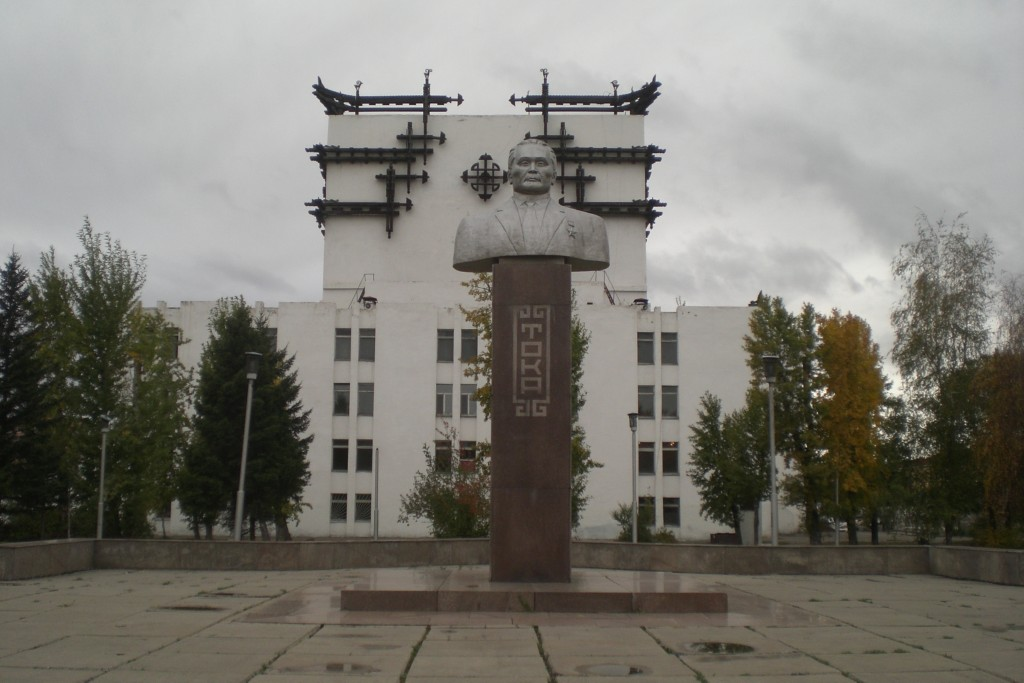
Statue de Toka.

Salchak Toka a établi des contacts étroits avec Joseph Staline. Après l'exécution de Donduk Kuular en 1932, Salchak Toka est devenu le dirigeant de Tannu Tuva. Il a introduit une idéologie communiste après le modèle soviétique, l'agriculture nomade a été collectivisée et les religions traditionnelles (bouddhisme tibétain et chamanisme) ont été supprimées. Un culte personnel s'est développé autour de lui et il a reçu de nombreux prix soviétiques pour ses œuvres littéraires.
En 1940, il épousa Khertek Anchimaa, qui était présidente du Petit Khural.  En 1944, il demanda que Tannu Tuva soit annexée par l'Union soviétique. L'événement a eu lieu le 30 octobre 1944 de jure via Mikhail Kalinin. Tuva était initialement un oblast autonome de la République socialiste fédérative soviétique de Russie (RSFSR) et à partir du 10 octobre 1961 sous le nom de République socialiste soviétique autonome de Tuvan (Tuva ASSR). Salchak Toka est resté jusqu'à sa mort en 1973 le secrétaire général du département Tuvan du Parti communiste de l'Union soviétique.